# Sungai Batu Gantih
Sungai Batu Gantih is een bestuurslaag in het regentschap Kerinci van de provincie Jambi, Indonesië. Sungai Batu Gantih telt 1359 inwoners (volkstelling 2010).